# Glen Brumby
Glen Thomas Brumby (* 11. Mai 1960 in Adelaide) ist ein ehemaliger australischer Squashspieler.

## Karriere
Glen Brumby war von den späten 1970er Jahren bis in die 1980er Jahre ein erfolgreicher Squashspieler. Zwischen 1977 und 1985 stand er sechsmal im Hauptfeld der Weltmeisterschaft. Seine besten Resultate waren jeweils das Erreichen des Halbfinals in den Jahren 1982 und 1985. Seine höchste Platzierung in der Weltrangliste erreichte er im August 1986 mit Rang zehn.
Mit der australischen Nationalmannschaft nahm er 1979, 1981 und 1985 an Weltmeisterschaften teil. 1981 traf er mit der Mannschaft im Finale auf Pakistan, die Begegnung ging mit 0:3 verloren. Brumby unterlag in seiner Partie Qamar Zaman in fünf Sätzen.

## Erfolge
- Vizeweltmeister mit der Mannschaft: 1981